# 극장판 파워레인저 다이노포스 가브린초! 부활의 노래
극장판 파워레인저 다이노포스 가브린초! 부활의 노래(劇場版 獣電戦隊キョウリュウジャー GABURINCHO OF MUSIC, Zyuden Sentai Kyoryuger Gaburincho of Music)는 일본에서 제작된 사카모토 코이치 감독의 2013년 액션 영화이다. 김장 등이 주연으로 출연하였다.

## 출연

### 주연
- 김장
- 이주창
- 방성준
- 이재범